# Le journal tombe à cinq heures
Pour plus de détails, voir Fiche technique et Distribution.
Le journal tombe à cinq heures est un film français de Georges Lacombe, sorti en 1942.

## Synopsis
Le film est une évocation romanesque et accentuée du journalisme à sensation où la morale professionnelle subit parfois des entorses, qui sont d'ailleurs regrettées, mais sans réelles infractions à la morale tout court. 
Une jeune aspirante journaliste, Hélène, est introduite dans le bureau de Marchal, rédacteur-en-chef du journal grand public à sensation La Dernière Heure, qui lui trouve un emploi de reporter. Elle doit sur-le-champ accompagner Rabaud, le grand reporter star du journal à un meeting aérien qui tourne mal : c'est son premier article, un grand succès, qu'elle rédige en volant la vedette à Rabaud. Un autre reporter du journal imagine de piéger une vedette de cinéma française hollywoodienne de retour en France pour quelques semaines de vacances incognito, en la faisant résider dans une villa où les domestiques sont des journalistes et photographe de La Dernière Heure, sans qu'elle s'en doute. Hélène est sa camériste et confidente. Mais au lieu d'attendre son retour et la fin du séjour, Rabaud, qui dirige le journal en l'absence de Marchal, souffrant, et qui pressent qu'Hélène commence à lui faire de l'ombre, décide de se venger en sabotant le reportage...

## Fiche technique
- Réalisation : Georges Lacombe
- Scénario et dialogues : Oscar-Paul Gilbert
- Adaptation : Henri-André Legrand
- Décors : Jean Perrier
- Photographie : Fédote Bourgasoff
- Montage : Raymond Leboursier
- Musique : Arthur Honegger
- Son : Jean Putel
- Société de production : S.N.E. Gaumont
- Directeur de production : Marcel Bertrou et André Chemel
- Année de tournage : 1942
- Pays d'origine :  France
- Format : Son mono - Noir et blanc - 1,37:1 - 35 mm
- Genre : Film dramatique
- Durée : 98 minutes
- Dates de sortie :
  - France : 21 mai 1942
- Affiche : Roger Cartier (France)

## Distribution
- Pierre Fresnay : Pierre Rabaud, un reporter chevronné du journal La Dernière Heure
- Marie Déa : Hélène Perrin, l'apprentie reporter que forme Pierre
- Gabrielle Dorziat : Mlle Lebeau, la secrétaire de Marchal
- Pierre Renoir : François Marchal, le rédacteur en chef
- Pierre Larquey : Phalanpin
- Odette Barencey : la mère
- Bernard Blier : André Bertod, un journaliste astucieux de La Dernière Heure
- Lucien Coëdel : Le capitaine Leenars, le commandant du Sandetti
- Maurice Dorléac : Georges Lefèvre, l'amour de jeunesse de Claudette
- Tania Fédor : Claudette Louvois, une vedette française revenue d'Outre-Atlantique
- Jacqueline Gauthier : Mademoiselle Pernette, la charmante rédactrice de la rubrique Cœurs Brisés
- Jean Brochard : Meulon dit Borniol, le nécrologiste de La Dernière Heure
- René Génin : Bédu, un garçon de bureau de La Dernière Heure
- Pierre Labry : Romain
- Albert Malbert : un marin
- Héléna Manson : Marie Leenars
- Arlette Marchal : Jeanne Marchal, la femme du rédacteur en chef
- Alfred Pasquali : Fragonard
- Marcel Pérès : Requin
- Noël Roquevert : Le capitaine Le Goff
- Elisa Ruis : Annette Michon
- Louis Salou : Perrier des Gachons, le distingué et traditionaliste secrétaire de rédaction
- Marcel Vallée : Valentin, le chef des ventes de La Dernière Heure
- Pierre Vimont : Lucien Bibier
- Georges Vitray : Joseph Rousseau dit Sam Langford, le manager de Claudette
- Jean Carmet : un typographe
- Georges Gosset
- Max Mégy
- Jean Morel
- Eugène Yvernès
- Aubry
- la voix de Richard Francoeur